# 大河水库 (阳春)
大河水库位于中国广东省阳春市西北部，坝址位于茅田村上游2km的峡谷段内，是以防洪为主，兼具发电、灌溉、供水功能的大（二）型水库。大河水库是阳江市最大的水库和水电站，1998年10月18日正式下闸蓄水，1999年5月23日成功并网发电。